# Curepto
Curepto är en kommun i Chile.   Den ligger i provinsen Provincia de Talca och regionen Región del Maule, i den södra delen av landet, 220 km sydväst om huvudstaden Santiago de Chile.
Trakten runt Curepto består i huvudsak av gräsmarker. Runt Curepto är det glesbefolkat, med 13 invånare per kvadratkilometer.